# Carl Weichardt (Baptist)

Carl Weichardt

Johann Heinrich Carl Christian Weichardt (* 1. April 1804 in Oldenburg (Oldenburg); † 23. Januar 1866 ebenda), war ein Kunstglasermeister, Pionier der baptistischen Bewegung im Großherzogtum Oldenburg sowie der erste Älteste der Oldenburger Baptistengemeinde.

## Leben
Carl Weichardt entstammte einer eingesessenen Oldenburger Handwerkerfamilie. Seinen leiblichen Vater muss er früh verloren haben, denn seine Lehre absolvierte er bei seinem Stiefvater, Hofglaser des Oldenburger Großherzogs. Nach seiner Lehrzeit begab er sich auf die übliche Wanderschaft, die ihn bis nach Neapel und Bern führte. Während seines mehrjährigen Aufenthalts in der Schweiz traf er auf Hermann Lange, einen Oldenburger Landsmann, den Weichardt aus Jugendtagen kannte. Lange hatte in Kreisen der schweizerischen Erweckungsbewegung eine sogenannte Bekehrung erlebt hatte und berichtete davon, stieß aber mit seiner Erfahrung bei Weichardt auf schroffe Ablehnung.
Um das Jahr 1830 kehrte Weichardt in seine Heimat zurück und übernahm das elterliche Glasergeschäft, das sich am Stau – in der Nähe des alten Oldenburger Huntehafens – befand. Hermann Lange, der inzwischen Missionar der Lausanner Taufgesinnten=Gemeinde geworden war, reiste 1836 in das heimatliche Oldenburg, um familiäre Angelegenheiten zu regeln, und erhielt während dieses Aufenthalts bei seinem Jugendfreund Quartier. Während des Besuchs wurde Weichardt Zeuge eines Glaubensgesprächs, das Lange mit seinem jüdischen Geschäftspartner führte. In der Unterredung ging es um die Frage, ob Jesus von Nazareth der von den Propheten des Tanach verheißene Messias sei. Daraufhin ließ Weichardt sich von dem jüdischen Händlern eine Bibel besorgen, begann nach deren Erhalt darin zu forschen und erlebte dabei eine innere Bekehrung zum christlichen Glauben. Über die neu gewonnenen Erkenntnisse tauschte er sich mit dem großherzoglichen Gärtnermeister Knickmann aus. Die gemeinsame Lektüre des Neuen Testaments, vor allem der Abschnitte über die Taufe, weckten bei beiden den Zweifel an der Gültigkeit der Säuglingstaufe und führte bei ihnen schließlich zu dem Wunsch, sich als Gläubige taufen zu lassen. Mit ihrem Anliegen wandten sie sich an den reformierten Erweckungsprediger Friedrich Ludwig Mallet, Pastor an der Bremer St. Stephanikirche. Mallet verwies die beiden Oldenburger mit ihrem Taufbegehren an Johann Gerhard Oncken, mit dem er in der Traktat- und Bibelverbreitung zusammenwirkte und der 1834 in Hamburg die erste deutsche Baptistengemeinde gegründet hatte. In einem 1836 verfassten Brief Onckens heißt es: „Ich bin eben im Begriff, eine Reise nach Ostfriesland und verschiedenen Teilen Hannovers anzutreten. […] Auf dem Rückwege beabsichtige ich, einige Tage in Oldenburg zuzubringen, wo zwei Personen [gemeint sind Weichardt und Knickmann] vorigen Winter bekehrt worden sind. Ich habe mit ihnen korrespondiert und freue mich zu sagen, daß sie die Schrift mit großer Aufmerksamkeit studiert haben und aus der lutherischen Kirche ausgetreten sind.“ Während des hier angekündigten Aufenthaltes taufte Johann Gerhard Oncken am 7. Juni 1836 sowohl Weichardt als auch Knickmann und zwei weitere Männer in der Hunte bei Oldenburg.

Vorladung Weichardts u. a. wegen unerlaubter religiöser Versammlung (letzte Seite), mit schriftlichen Anmerkungen von Carl Weichardt

Carl Weichardt begann sofort nach seiner Taufe, in seinem Haus gottesdienstliche Versammlungen abzuhalten. Der evangelisch-lutherische Kirchenrat Hermann Gerhard Ibbeken erfuhr von diesen „religiösen Vorlesungen“, bei denen auch „religiöse Lieder, jedoch nicht aus dem oldenburgischen Gesangbuche“ gesungen worden waren und erhob Klage beim städtischen Magistrat. Mit der ersten Vorladung zum Verhör begann eine lange Reihe polizeilich und gerichtlich angeordneter Strafmaßnahmen gegen Weichardt und den taufgesinnten Kreis, der sich am 10. September 1837 nach weiteren Taufen unter dem Vorsitz von Johann Gerhard Oncken als dritte deutsche Baptistengemeinde konstituierte. Sie nannte sich Apostolische Gemeinde taufgesinnter Christen. Carl Weichardt wurde zu ihrem ersten Ältesten berufen.
In der Folgezeit ordnete die oldenburgische Kirchenbehörde mehrfach Zwangstaufen von Säuglingen aus Baptistenfamilien an. Ein Oldenburger Pastor der Landeskirche schilderte in seinen Erinnerungen die Taufe eines sechs Monate alten Säuglings im Hause Carl Weichardts: „Pastor Claußen ließ ihm in einem solchen Fall ankündigen, dass er zu der oder der Stunde in seinem Hause erscheinen werde, um die Taufe vorzunehmen. Dann verließen die Eltern, die das ganze Verfahren soviel wie möglich ignorierten, das Haus. Pastor Claußen kam mit dem Küster und einigen Taufzeugen, und die Taufe wurde in Abwesenheit der Eltern vollzogen.“
Rolf Schäfer kommentierte diesen und andere Vorgänge so: „[… Es] fand der Kampf um die Tauflehre nicht mit Hilfe von Argumenten statt – zumal die Baptisten theologisch nicht ernst genommen wurden –, sondern mit den Machtinstrumenten der bürgerlichen Ordnung. Deshalb wurden die Neugeborenen vor 1848 zwangsweise getauft.“
1862 erlebte Carl Weichardt die die 25-Jahr-Feier der Oldenburger Baptistengemeinde, an der auch Johann Gerhard Oncken als Festprediger teilnahm. Er verstarb in den frühen Morgenstunden des 23. Januars 1865. Sein Grab fand er auf dem Oldenburger Gertrudenfriedhof. Die Ruhestätte, bei der noch 1937 anlässlich der Hundertjahrfeier der Gemeinde ein Kranz niedergelegt worden war, existiert heute nicht mehr.